# Båt
Båt je stará jednotka objemu používaná ve Švédsku a Finsku.
Převodní vztahy:
- 1 Båt = 468 l, případně 470 l = 3 åm